# Municipalità distrettuale di Dr. Kenneth Kaunda
La municipalità distrettuale di Dr. Kenneth Kaunda (in inglese Dr. Kenneth Kaunda District Municipality) è un distretto della provincia del Nordovest. Il suo codice di distretto è DC40.
La sede amministrativa e legislativa è la città di Klerksdorp e il suo territorio si estende su una superficie di 14.644 km².
A partire dal 25 aprile 2008 il distretto chiamato Southern viene rinominato in Dr. Kenneth Kaunda.

## Geografia fisica

### Confini
La municipalità distrettuale di Dr. Kenneth Kaunda confina a nord con quella di Bojanala, a nordest con quella di West Rand (Gauteng), a est con quelle di Sedibeng (Gauteng) e Fezile Dabi (Free State), a sud con quella di Lejweleputswa (Free State) e a ovest con quelle di Dr. Ruth Segomotsi Mompati e Ngaka Modiri Molema.

### Suddivisione amministrativa
Il distretto è suddiviso in 5 municipalità locali:
- municipalità locale di Merafong City (NW405)
- municipalità locale di Ventersdorp (NW401)
- municipalità locale di Tlokwe (NW402)
- municipalità locale di City of Motlosana (NW403)
- municipalità locale di Maquassy Hills (NW404)